# 三長記
三長記（さんちょうき）は、鎌倉時代の公卿・藤原長兼（三条中納言）の日記。別名に『三中記』・『東進記』・『如天記』など。
長兼は蔵人頭などを経て権中納言に至る一方、九条家の家司として九条兼実・良経に仕えた。
現存するのは建長6年（1195年）から建暦元年（1211年）に及ぶ複数の抄本のであり、九条家とその周辺を中心とした当時の政治動向を中心に記されている。
特に建永の法難を巡って朝廷と興福寺の交渉に関わったことから、同事件の史料として引用される。